# Le Plessis-Brion
Le Plessis-Brion är en kommun i departementet Oise i regionen Hauts-de-France i norra Frankrike. Kommunen ligger i kantonen Ribécourt-Dreslincourt som tillhör arrondissementet Compiègne. År 2022 hade Le Plessis-Brion 1 307 invånare.

## Befolkningsutveckling
Antalet invånare i kommunen Le Plessis-Brion
| Referens: INSEE |